# Лабораторія інформатики та штучного інтелекту Массачусетського технологічного інституту
Лабораторія комп’ютерних наук і штучного інтелекту ( CSAIL ) — дослідницький центр Массачусетського технологічного інституту (MIT), утворений у 2003 році шляхом об'єднання Лабораторії комп’ютерних наук (LCS) до Лабораторії штучного інтелекту (AI Lab).

## Дослідницька діяльність
Дослідницька діяльність CSAIL організована навколо низки напівавтономних дослідницьких груп, кожна з яких очолюється одним або кількома професорами чи науковцями-дослідниками. Ці групи поділяються на сім загальних напрямків досліджень:
- Штучний інтелект
- Обчислювальна біологія
- Графіка та бачення
- Мова і навчання
- Теорія обчислень
- Робототехніка
- Системи (зокрема, архітектура комп’ютера, бази даних, розподілені системи, мережі та мережеві системи, операційні системи, методологія програмування та розробка програмного забезпечення )

Крім того, CSAIL є хостом World Wide Web Consortium (Консорціум Всесвітнього павутиння) (W3C). 

## Історія
Обчислювальні дослідження в Массачусетському технологічному інституті почалися з Ванневара Буша щодо диференціального аналізатора та електронної булевої алгебри Клода Шеннона в 1930-х роках, Радіаційної лабораторії Массачусетського технологічного інституту під час війни, післявоєнного проєкту Whirlwind і Дослідницької лабораторії електроніки (RLE) і Массачусетського технологічного інституту. SAGE Лабораторії Лінкольна на початку 1950-х років. У Массачусетському технологічному інституті наукові дослідження в галузі штучного інтелекту розпочалися наприкінці 1950-х років. 

### Проєкт MAC
1 липня 1963 року було запущено проєкт MAC (проєкт з математики та обчислень, потім названий комп’ютером із множинним доступом, автоматизованим пізнанням або людиною та комп’ютером) із грантом у 2 мільйони доларів від Агентства передових оборонних дослідницьких проєктів (DARPA). Початковим директором Project MAC був Роберт Фано з дослідницької лабораторії електроніки Массачусетського технологічного інституту (RLE). Фано вирішив назвати MAC "проєктом", а не "лабораторією" з міркувань внутрішньої політики Массачусетського технологічного інституту - якби MAC називався лабораторією, то було б складніше здійснювати "набіги" на інші відділи MIT у пошуках дослідницького персоналу. Відповідальним за грант DARPA був програмний менеджер Дж. К. Р. Ліклайдер, який раніше працював у Массачусетському технологічному інституті, проводячи дослідження в галузі RLE, і згодом замінить Фано на посаді директора проєкту MAC.
Проєкт MAC став відомим завдяки новаторським дослідженням операційних систем, штучного інтелекту та теорії обчислень .Його послідовниками були проєкт Genie у Берклі, Стенфордська лабораторія штучного інтелекту та (трохи пізніше) Інститут інформаційних наук Університету Південної Каліфорнії (USC).
«Група штучного інтелекту», включаючи Марвіна Мінскі (директор), Джона Маккарті (винахідник Lisp ), і талановиту спілку комп’ютерних програмістів були включені до проєкту MAC. Їх цікавили проблеми бачення, механічних рухів і маніпуляцій, а також мови, які вони розглядали як ключі до створення більш розумних машин. У 1960-х і 1970-х роках AI Group створила операційну систему з розподілом часу, яка називалась Incompatible Timesharing System (ITS), і працювала на комп’ютерах як: PDP-6 і  PDP-10 . 
До ранньої спільноти Project MAC входили Фано, Мінський, Ліклайдер, Фернандо Дж. Корбато та спільноту комп’ютерних програмістів та ентузіастів серед інших, які черпали своє натхнення від колишнього колеги Джона МакКарті.Ці засновники планували створити комп'ютерну утиліту, обчислювальна потужність якої була б такою ж надійною, як і електрична. З цією метою Корбато приніс з собою першу комп’ютерну систему розподілу часу, Compatible Time-Sharing System (CTSS), з обчислювального центру Массачусетського технологічного інституту, використовуючи кошти DARPA для придбання IBM 7094 для дослідницького використання. Одним з перших напрямків проєкту MAC була розробка замінника CTSS, Multics, який мав стати першою комп'ютерною системою високої готовності, розробленою в рамках промислового консорціуму, до якого входили General Electric і Bell Laboratories.
У 1966 році Scientific American представив Project MAC у вересневому тематичному номері, присвяченому інформатиці , який пізніше був опублікований у формі книги. У той час система була описана як така, що мала приблизно 100 терміналів TTY, в основному в кампусі, але з кількома в приватних будинках. Одночасно могли увійти лише 30 користувачів. Проєкт залучив студентів різних курсів до одночасного використання терміналів для розв'язання задач, симуляцій та багатотермінальної співпраці в процесі тестування програмного забезпечення для багатодоступних обчислень, яке розроблялося.

### Лабораторія ШІ та LCS
Наприкінці 1960-х років група штучного інтелекту Мінського шукала більше простору, та не могла отримати згоди від керівника проєкту Ліклайдера. Мінський з'ясував, що хоча Project MAC як єдиний суб'єкт не може отримати додаткову площу, яку він хотів, він може відокремитися, щоб створити власну лабораторію і тоді матиме право на більше офісних приміщень. В результаті в 1970 році була створена Лабораторія штучного інтелекту Массачусетського технологічного інституту, і багато хто з колег Мінського залишив проєкт MAC, щоб приєднатися до нього в новій лабораторії, в той час як більшість співробітників, що залишилися, сформували Лабораторію комп'ютерних наук. У цей час у Лабораторії штучного інтелекту процвітали такі талановиті програмісти, як Річард Столлман, який використовував TECO для розробки EMACS .
Ті дослідники, які не увійшли до меншої Лабораторії штучного інтелекту, утворили Лабораторію комп'ютерних наук і продовжили свої дослідження в таких галузях: операційні системи, мови програмування, розподілення систем і теорії обчислень . Два професори, Хел Абельсон і Джеральд Джей Сассман, вирішили залишитися нейтральними — протягом наступних 30 років їхню групу називали по-різному: "Швейцарія" та "Проєкт MAC".
Зокрема, Лабораторія штучного інтелекту призвела до винайденнямашин Lisp і спроби їх комерціалізації двома компаніями у 1980-х роках: Symbolics і Lisp Machines Inc. Це розділило Лабораторію штучного інтелекту на "табори", що призвело до звільнення багатьох талановитих програмістів. Цей інцидент надихнув Річарда Столмана на подальшу роботу над проєктом GNU. «Ніхто не припускав, що групу хакерів лабораторії ШІ буде знищено, але це сталося». «Це основа руху за вільне програмне забезпечення — досвід, який я мав, життя, яке я прожив у лабораторії штучного інтелекту Массачусетського технологічного інституту - робота над людськими знаннями, а не перешкоджання подальшому використанню та поширенню людських знань». 

## Офіси
З 1963 по 2004 рік Проєкт MAC, LCS, Лабораторія штучного інтелекту і CSAIL мали свої офіси на Технологічному сквері, 545, з роками займаючи все більше і більше поверхів будівлі. У 2004 році CSAIL перемістився до нового центру Ray and Maria Stata Center, який був побудований спеціально для CSAIL та інших відділів.

## Інформаційно-просвітницька діяльність
Група IMARA (від слова суахілі, що означає «влада») спонсорує різноманітні інформаційно-просвітницькі програми, спрямовані на подолання глобального "цифрового розриву". Його метою є пошук і реалізація довгострокових, стабільних рішень, які сприятимуть підвищенню доступності освітніх технологій і ресурсів для вітчизняної та міжнародної спільнот..Ці проєкти проводяться під керівництвом CSAIL і працюють з волонтерами з Массачусетського технологічного інституту, які навчають, встановлюють і дарують комп'ютерну техніку у Бостоні, Массачусетсі, Кенії, племінних резерваціях корінних індіанців на південному заході Америки, таких як Нація навахо, Близький Схід, і острови Фіджі. Проєкт CommuniTech прагне покращити можливості малозабезпечених людей за допомогою технологій та освіти і робить це через фабрику вживаних комп'ютерів MIT (UCF), надаючи відремонтовані комп'ютери малозабезпеченим сім'ям, а також через класи доступу до комп'ютерних технологій (FACT), навчаючи ці сім'ї користуватися комп'ютерними технологіями та відчувати себе комфортно в цій сфері.